# Andrés Palop
Andrés Palop Cervera, född 22 oktober 1973 i L'Alcúdia i Valencia, är en spansk före detta fotbollsspelare - målvakt som avslutade sin karriär  i tyska Bayer Leverkusen.
Palop blev hela Sevillas hjälte när han gjorde mål i 93:e minuten mot FC Sjachtar Donetsk i Uefacupens åttondelsfinal, den 15 mars 2007. Målet innebar att Sevilla FC fick till en förlängning där laget sedan avgjorde, 3–2 och gick vidare i turneringen.
Palop räddade sedan tre straffar, av totalt fyra, när Sevilla besegrade Espanyol i Uefacupfinalen på Hampden Park i Glasgow samma år. Sevilla försvarade därmed Uefacuptiteln. Bara ett lag har klarat av det tidigare - Real Madrid.
Efter säsongen 2012–2013 stod det klart att Palop inte skulle få ett nytt kontrakt av Sevilla FC och släps som bosman.

## Meriter
Valencia
- La Liga: 2002, 2004
- UEFA-cupen: 2004
- UEFA Super Cup: 2004

Sevilla
- UEFA-cupen: 2006
- UEFA Super Cup: 2006
- UEFA-cupen: 2007
- Copa del Rey: 2007, 2010
- Supercopa de España: 2007